# Polydor Records
Polydor Records és una discogràfica amb seu al Regne Unit, filial de Universal Music Group. El seu estil és pop, rock i rhythm and blues en el qual es troben molts dels artistes del panorama pop britànic, com és el cas de Sophie Ellis-Bextor, Ronan Keating, Girls Aloud, Scissor Sisters, The Jam o Take That i artistes dels Estats Units, com Black Eyed Peas, Nelly Furtado o Eminem. També treballa amb artistes francesos com ara Louane, Guillaume Grand o Soprano.